# Прострел луговой
Простре́л лугово́й, или Простре́л черне́ющий (лат. Pulsatílla praténsis) — многолетнее травянистое растение, вид рода Прострел (Pulsatilla) семейства Лютиковые (Ranunculaceae). Ряд исследователей включают этот род в состав рода Ветреница (Anemone).

## Ботаническое описание
Растение 7—30 см высотой.

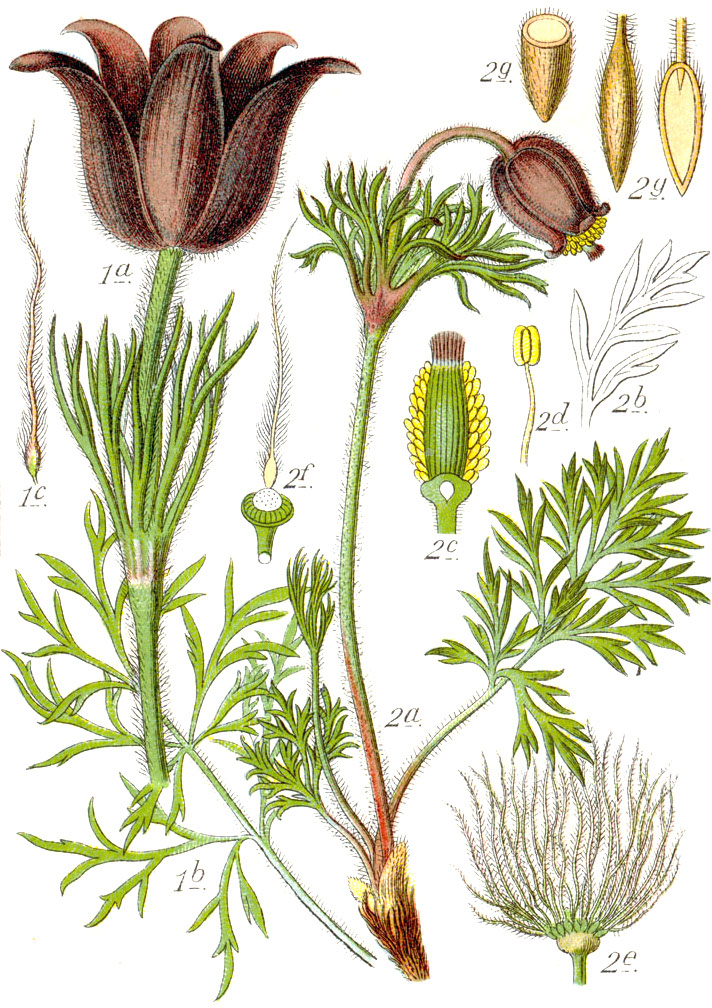
2 — Pulsatilla pratensis

Корневище мощное, большей частью вертикальное, тёмно-коричневое, одно- или многоглавое.
Стебель прямостоящий, густо мягко-волосистый.
Корневые листья на черешках, мохнатых от густых белых волосков, в очертании широкояйцевидные, перисто-рассечённые с дважды перисто-раздельными сегментами, с узколинейными заострёнными дольками 1—3 мм шириной, мохнато-волосистые (главным образом снизу), появляются одновременно с цветами или после цветения, не перезимовывающие.
Листочки покрывала разделены на линейные, волосистые доли. Цветоносы изогнутые, при плодоношении сильно удлиняющиеся и прямостоящие; цветки обычно поникающие, с шестью колокольчато сходящимися листочками околоцветника, отогнутыми на верхушке кнаружи, 1,5—2,5 см длиной и 0,6—1 см шириной, большей частью бледно-лиловыми, реже красноватыми, зеленовато-жёлтыми или чёрно-фиолетовыми. Тычинки многочисленные, жёлтые, лишь на 1⁄3 короче листочков околоцветника. Пестик одинаковой длины с околоцветником. Цветёт в апреле — июне.
Плодики продолговатые, густо оттопыренно-волосистые, как и удлиняющимся в виде ости до длины 6 см столбиком, на верхушке которого волоски обычно становятся короткими и прилегающими.
Вид описан из Швеции и Германии.
|                                                                 |  |  |
| Слева направо: цветок в начале цветения, в конце цветения, плод |  |  |

## Распространение и экология
Северная Европа: Дания, Норвегия (юг), Швеция (юг); Центральная Европа: Чехословакия, Германия (восток), Венгрия, Польша; Южная Европа: Болгария (запад), Югославия (север), Румыния (запад); территория бывшего СССР: Белоруссия, Эстония, Латвия, Литва, Украина, Европейская часть России.
Растёт в сосновых борах, на опушках лесов, открытых песчаных холмах, сухих склонах.

## Хозяйственное значение и использование
Листья богаты аскорбиновой кислотой — 10 693 мг на 1 кг абсолютно сухого вещества. Токсичность препаратов из этого растения доказана на кроликах. Экстракт из листьев обладает бактерицидными и фунгицидными свойствами.
Используется в народной медицине и в гомеопатии. В лечебных целях заготавливают траву во время цветения. Растение обладает мочегонным, отхаркивающим, бактерицидным, седативным и болеутоляющим действием. Стимулирует функции печени.
Растение чрезвычайно ядовито. Принимать его препараты можно только под контролем врача.

## Классификация

### Таксономия
Pulsatilla pratensis Mill., 1768, Gard. Dict. ed. 8 : n.º 2
Вид Прострел луговой относится к роду Прострел (Pulsatilla) семействa Лютиковые (Ranunculaceae) порядка Лютикоцветные (Лютикоцветные). Таксономическая схема в соответствии с Системой APG IV по состоянию на июнь 2024 года:
|  |                                      |  |                                   |                                   |                     |  | ещё 6 семейств | ещё 6 семейств |                      |  |  |  | еще 53 подтвержденных вида и 53 вида, ожидающих подтверждения |
|  |                                      |  |                                   |                                   |                     |  | ещё 6 семейств | ещё 6 семейств |                      |  |  |  | еще 53 подтвержденных вида и 53 вида, ожидающих подтверждения |
|  |                                      |  |                                   | порядок Лютикоцветные             |                     |  |                |                | род Прострел         |  |  |  |                                                               |
|  |                                      |  |                                   | порядок Лютикоцветные             |                     |  |                |                | род Прострел         |  |  |  |                                                               |
|  | отдел Цветковые, или Покрытосеменные |  |                                   |                                   | семейство Лютиковые |  |                |                | вид Прострел луговой |  |  |  |                                                               |
|  | отдел Цветковые, или Покрытосеменные |  |                                   |                                   | семейство Лютиковые |  |                |                |                      |  |  |  |                                                               |
|  |                                      |  | ещё 63 порядка цветковых растений | ещё 63 порядка цветковых растений |                     |  |                | ещё 53 рода    | ещё 53 рода          |  |  |  |                                                               |
|  |                                      |  |                                   | ещё 63 порядка цветковых растений |                     |  |                |                | ещё 53 рода          |  |  |  |                                                               |

### Синонимы
- Anemone affinis G.Don
- Anemone campaniflora Stokes
- Anemone helleboriflora Richter ex Pritz.
- Anemone nigricans Fritsch
- Anemone obsoleta hort. ex Steud.
- Anemone pratensis L.
- Anemone zichyi Schur
- Pulsatilla affinis Lasch
- Pulsatilla breynii Rupr.
- Pulsatilla obsoleta Sweet
- Pulsatilla zichyi Schur